# Миллс, Джанет
Джанет Трэфтон Миллс (англ. Janet Trafton Mills; род. 30 декабря 1947, Фармингтон, штат Мэн) — американский политик-демократ. 75-й губернатор штата Мэн со 2 января 2019 года.

## Биография
Джанет Миллс — сестра Питера Миллса, сенатора штата от Республиканской партии, выставлявшего свою кандидатуру на пост губернатора в 2006 и 2010 годах. Первым шагом в политике для Миллс стала неудачная кампания в конгресс в 1994 году. Позднее Миллс стала вице-президентом Демократической партии Мэна и одной из основательниц Женского лобби Мэна. В 2002 году Миллс стала сенатором штата. С 2013 по 2019 год была Генеральным прокурором штата Мэн. Исполняя обязанности генерального прокурора штата, Миллс по ряду вопросов оппонировала губернатору-республиканцу Полу Лепажу, оспаривая законность его решений. 2 января 2019 года была избрана губернатором штата Мэн. Первая женщина на посту губернатора штата Мэн.
8 ноября 2022 года была переизбрана на новый срок, победив на губернаторских выборах республиканца Пола Лепажа.